# Vinius
Vinius là một chi bướm ngày thuộc họ Bướm nâu.